# ОГО
ОГО — україномовний інформаційно-рекламний тижневик. Видається щочетверга у Рівному з 2 жовтня 1992 року.

## Історія
Тижневик свого часу був першим у Рівному виданням безкоштовних оголошень. За свідченням засновника Віктора Данилова, матеріал для наповнення першого номера він з колегами власноруч збирав, переписуючи оголошення, що висіли в місті на стовпах. Перша назва газети — «Програма, реклама, оголошення», а її інформаційне наповнення складалось із телепрограми, приватних оголошень та реклами. Згодом назва видання скоротилась до «ОГО» (від слова «оголошення»).
З часом поступово додавались інформаційні матеріали — спочатку короткі добірки новин і тематичні колонки, а згодом — і авторські аналітичні матеріали, огляди, журналістські розслідування. Нині видання умовно розділено на три блоки: інформаційний, телепрограма та реклама з приватними оголошеннями.
2002 — під брендом «ОГО» функціонує Видавничий дім «ОГО», що видає також інші друковані видання.
25 % читачів купують газету за передплатою останні — в роздріб. Частка реклами в виданні складає 35 %, кількість сторінок: 24.

## Редакційна політика
Це незалежне друковане видання, що існує за рахунок доходів від реклами та реалізації, газета не отримує дотацій від політичних сил та бізнесових кіл, не підтримує жодну політичну партію.
Газета бере участь у грантових проєктах, які фінансуються Посольством США в Україні та іншими донорськими організаціями. Зокрема, 2006 року було проведено серію тренінгів з журналістики та редакційного менеджменту для журналістів державних та комунальних видань Рівненської області у рамках проєкту «Підвищення мотивації працівників державних і комунальних ЗМІ Рівненської області для забезпечення вільного функціонування таких ЗМІ», а упродовж 2008—2010 рр. брали участь у реалізації проєкту «Підвищення стандартів журналістської етики на Рівненщині та Волині».
2008—2010 — газета була складовою мультимедійного ньюзруму, створеного, вперше серед регіональних газетних редакцій України, на базі редакції газет Видавничого дому «ОГО» та служби новин телерадіокомпанії «Рівне 1». Газета і після закінчення експерименту створює креативні інформаційно-рекламні мультимедійні майданчики (газета + інтернет, газета + інтернет + телебачення) — такі як спецпроєкти «Чоловічі розваги», «Жіночі розваги», «СмачнОГО!», «Зіркові подорожі рівнян» тощо.
Інші проєкти:
- шоу-конкурс для вагітних «Пузата мама»,[6]
- регіональний конкурс учнівських творчих робіт «Я — журналіст!»,[7]
- благодійний проєкт «Дарунок дитини»[8]
- з 2002 року щороку до дня народження газети її журналісти здають кров на Рівненській обласній станції переливання крові.[9]
- Щороку проводяться турніри з футболу серед команд підприємств та фірм Рівного "Бізнес-ліга «ОГО»[10]

У квітні 2012 року газета стала учасником інтерактивного медіапроєкту «Інше місто», коли упродовж трьох тижнів чотири регіональні редакції України («ОГО» з Рівного, «Чернігівська медіа-група», «Коло» з Полтави та «Молодий буковинець» із Чернівців) обмінялись журналістами-блогерами для спільного дослідження туристичної інфраструктури міст і спільного скоординованого висвітлення у режимі онлайн результатів щоденного виконання журналістами тематичних завдань-квестів.
«ОГО» має власну школу журналістики — «Школу універсального журналіста», яка існує з 2006 року.Почавши свою діяльність як суто редакційна школа підготовки кадрів, проєкт розвинувся до всеукраїнського рівня — Школа проводиться у кількох різних вікових та часових форматах, не лише в Рівному, а й в інших містах, і серед її випускників — молодь з різних областей України, від Івано-Франківщини до Донбасу. За матеріалами Школи видано навчальний посібник «Школа універсального журналіста», який розповсюджується по всій Україні.

## Нагороди
- 2002 — лауреат у номінації «Найкращий дизайн спеціальних сторінок» на Першому професійному конкурсі преси, організованого Українською асоціацією видавців періодичної преси.[13]